# Candelariella californica
Candelariella californica är en lavart som beskrevs av M. Westb. Candelariella californica ingår i släktet Candelariella och familjen Candelariaceae.   Inga underarter finns listade i Catalogue of Life.